# Fern Gully – Den sista regnskogen
Fern Gully – Den sista regnskogen (stiliserat: FernGully – Den sista regnskogen, originaltitel: FernGully: The Last Rainforest) är en animerad musikalisk film från 1992. Den nominerades till en Annie Award. Den har även fått uppföljaren Fern Gully II – Djuren i fara (1998).

## Handling
Den lilla älvan Crysta måste lära sig magi för att i framtiden kunna rädda den vackra regnskogen Fern Gully från skövling. Crysta är dock inte särskilt intresserad av att lära sig, hon har svårt att sitta stilla och lyssna när det är så mycket annat spännande som händer. En dag får hon syn på en människa, Zak, och när hon försöker rädda honom från ett fallande träd, råkar hon krympa honom till älv-storlek. Men när skogsskövlarna befriar den onde anden Hexxus från sitt förtrollade trädfängelse, blir det upp till Crysta och Zak samt Crystas vän Pips och den knäppa fladdermusen Batty Koda att rädda Fern Gully från att skövlas.

## Rollista i urval
| Roll               | Originalröst      | Svensk röst        |
| ------------------ | ----------------- | ------------------ |
| Crysta             | Samantha Mathis   | Lizette Pålsson    |
| Zak Young          | Jonathan Ward     | Tommy Nilsson      |
| Hexxus             | Tim Curry         | Svante Thuresson   |
| Pips               | Christian Slater  | Pontus Gustafsson  |
| Batty Koda         | Robin Williams    | Johan Rabaeus      |
| Magi Lune          | Grace Zabriskie   | Anni-Frid Lyngstad |
| Ralph              | Geoffrey Blake    | Andreas Nilsson    |
| Tony               | Robert Pastorelli | Torsten Wahlund    |
| Ash, Crystas pappa | Danny Mann        | Olof Thunberg      |
| Stump              | Cheech Marin      | Lakke Magnusson    |
| Root               | Tommy Chong       | Steve Kratz        |
| Goanna             | Tone Lōc          | Claes Jansson      |
| Knotty             | Townsend Coleman  |                    |
| Ock                | Brian Cummings    |                    |
| Edler              | Kathleen Freeman  |                    |
| Älva               | Janet Gilmore     |                    |

- Översättning och regi - Doreen Denning
- Sångtexter - Anna Tornehagen
- Tekniker - Mari-Anne Barrefelt, Lars Klettner, Håkan Wollgård, Erik Olhester, Leif Allansson
- Producent - Mari-Anne Barrefelt
- Svensk version producerad av Barrefelt Produktion AB[1]